# 雀儿舌头
雀儿舌头（学名：Leptopus chinensis）为大戟科雀舌木属下的一个变种。

## 扩展阅读
維基物種上的相關：雀儿舌头